# Baskenland-Rundfahrt 2022
Die Baskenland-Rundfahrt 2022 war die 61. Austragung des spanischen Etappenrennens. Das Radrennen fand vom 4. bis zum 9. April im Rahmen von sechs Etappen statt und war Teil der UCI WorldTour 2022.
Gesamtsieger wurde Daniel Felipe Martínez (Ineos Grenadiers) vor Ion Izagirre (Cofidis) und Alexander Wlassow (Bora-Hansgrohe). Zudem gewann Daniel Felipe Martínez die Punktewertung. Die Bergwertung sicherte sich Cristian Rodríguez (TotalEnergies) und die Nachwuchswertung ging an Remco Evenepoel (Quick-Step Alpha Vinyl Team). Die Mannschaftswertung sicherten sich die Ineos Grenadiers.

## Streckenführung
Insgesamt legten die Fahrer in den sechs Etappen 882,2 Kilometer zurück. Es standen fünf hüglige Etappen mit einer Bergankunft sowie ein Einzelzeitfahren auf dem Programm. Die Rundfahrt begann in der Küstenstadt Hondarribia nahe der französischen Grenze mit einem Einzelzeitfahren. Anschließend ging es ins Landesinnere, wo eine Etappenankunft in Viana bei Logroño anstand. Danach ging es in das kantabrische Gebirge wo drei Etappen im Umland von Bilbao abgehalten wurden. Die letzte Etappe startete in Eibar und endete nach mehreren Anstiegen mit der einzigen Bergankunft auf dem Arrate (535 m). Der höchste Punkt der Rundfahrt war der Puerto de Lizarraga mit einer Seehöhe von 1031 Metern.
| Etappe         | Datum             | Strecke                                  | Typ                 | km    |
| -------------- | ----------------- | ---------------------------------------- | ------------------- | ----- |
| 1              | Mo, 4. April 2021 | Hondarribia – Hondarribia                | Einzelzeitfahren    | 7,5   |
| 2              | Di, 5. April 2021 | Leitza – Viana                           | Mittelgebirgsetappe | 207,9 |
| 3              | Mi, 6. April 2021 | Laudio – Amurrio                         | Mittelgebirgsetappe | 181,7 |
| 4              | Do, 7. April 2021 | Vitoria-Gasteiz – Ingeteam Parke Zamudio | Mittelgebirgsetappe | 185,6 |
| 5              | Fr, 8. April 2021 | Ingeteam Parke Zamudio – Mallabia        | Mittelgebirgsetappe | 163,8 |
| 6              | Sa, 9. April 2021 | Eibar – Arrate                           | Hochgebirgsetappe   | 135,7 |
| Gesamtdistanz: | Gesamtdistanz:    | Gesamtdistanz:                           | Gesamtdistanz:      | 882,2 |

## Reglement
Im Rahmen der 61. Auflage wurden Trikots für die Gesamtwertung (gelb), Punktewertung (grün), Bergwertung (rot mit weißen Punkten) und Nachwuchswertung (blau) vergeben. Zusätzlich gibt es ein weißes Trikot für den besten baskischen Fahrer in der Gesamtwertung, das jedoch nicht während des Rennens getragen wurde, eine Teamwertung und eine Auszeichnung des aktivsten Fahrers.
Für die Teamwertung wurden die Zeiten der drei besten Fahrer pro Etappe zusammengezählt. Während den Etappen gab es die Möglichkeit, Zeitbonifikationen zu gewinnen, um sich in der Gesamtwertung zu verbessern. Die Vergabe der Sekunden sowie der Punkte für die Punkte- und Bergwertung wird in der folgenden Tabelle erklärt.
|                 |                | 1. | 2. | 3. | 4. | 5. | 6. | 7. | 8. | 9. | 10. | 11. | 12. | 13. | 14. | 15. | Platz    |
| Punktewertung   | Zielankunft    | 25 | 20 | 16 | 14 | 12 | 10 | 9  | 8  | 7  | 6   | 5   | 4   | 3   | 2   | 1   | Punkte   |
| Punktewertung   | Zwischensprint | 10 | 6  | 4  |    |    |    |    |    |    |     |     |     |     |     |     | Punkte   |
| Bergwertung     | 1. Kategorie   | 10 | 8  | 6  | 4  | 2  | 1  |    |    |    |     |     |     |     |     |     | Punkte   |
| Bergwertung     | 2. Kategorie   | 6  | 4  | 2  | 1  |    |    |    |    |    |     |     |     |     |     |     | Punkte   |
| Bergwertung     | 3. Kategorie   | 3  | 2  | 1  |    |    |    |    |    |    |     |     |     |     |     |     | Punkte   |
| Bonussekununden | Zielankunft    | 10 | 6  | 4  |    |    |    |    |    |    |     |     |     |     |     |     | Sekunden |
| Bonussekununden | Zwischensprint | 3  | 2  | 1  |    |    |    |    |    |    |     |     |     |     |     |     | Sekunden |

## Teilnehmende Mannschaften und Fahrer
Neben den 18 UCI WorldTeams starteten auch 5 UCI ProTeams bei der Rundfahrt. Für jedes Team sind sieben Fahrer startberechtigt. Die Teams Quick-Step Alpha Vinyl, Bora-Hansgrohe, Israel-Premier Tech, EF Education-EasyPost und Lotto Soudal nutzen jedoch nur sechs Startplätze. Clément Champoussin (AG2R Citroën Team) ging bei der ersten Etappe nicht an den Start. Von den insgesamt 155 Fahrern erreichten nur 54 das Ziel der letzten Etappe. 
Als Topfavorit galt der Titelverteidiger Primož Roglič (Jumbo-Visma). Zu seine größten Herausforderer zählten Adam Yates, Geraint Thomas, Daniel Felipe Martínez (beide Ineos Grenadiers), Remco Evenepoel, Julian Alaphilippe (beide Quick-Step Alpha Vinyl Team), Sergio Higuita, Alexander Wlassow (beide Bora-Hansgrohe), Enric Mas (Movistar Team), David Gaudu (Groupama-FDJ), Michael Woods (Israel-Premier Tech) und Pello Bilbao (Bahrain Victorious).
Mit Jonas Vingegaard, Sepp Kuss (beide Jumbo-Visma), Carlos Rodríguez (Ineos Grenadiers), Gino Mäder (Bahrain Victorious), Marc Soler (UAE Team Emirates), Ion Izagirre (Cofidis) und Emanuel Buchmann (Bora-Hansgrohe) nahmen weitere Gesamtklassement-Fahrer bei der Rundfahrt teil.
Aufgrund des hügligen Terrains standen keine Top-Sprinter bei dem Rennen am Start. Im Zeitfahren galten Remco Evenepoel und Primož Roglič als Favoriten.
| UCI WorldTeams | UCI WorldTeams        | UCI WorldTeams | UCI WorldTeams                    | UCI WorldTeams | UCI WorldTeams          | UCI ProTeams | UCI ProTeams           |
| -------------- | --------------------- | -------------- | --------------------------------- | -------------- | ----------------------- | ------------ | ---------------------- |
| ACT            | AG2R Citroën Team     | IGD            | Ineos Grenadiers                  | BEX            | Team BikeExchange-Jayco | BBH          | Burgos-BH              |
| AST            | Astana Qazaqstan Team | IWG            | Intermaché-Wanty-Gobert Matériaux | DSM            | Team DSM                | CJR          | Caja Rural-Seguros RGA |
| TBV            | Bahrain Victorious    | IPT            | Israel-Premier Tech               | TFS            | Trek-Segafredo          | EKP          | Equipo Kern Pharma     |
| BOH            | Bora-Hansgrohe        | TJV            | Jumbo-Visma                       | UAD            | UAE Team Emirates       | EUS          | Euskaltel-Euskadi      |
| COF            | Cofidis               | LTS            | Lotto Soudal                      |                |                         | TEN          | TotalEnergies          |
| EFE            | EF Education-EasyPost | MOV            | Movistar Team                     |                |                         |              |                        |
| GFC            | Groupama-FDJ          | QST            | Quick-Step Alpha Vinyl Team       |                |                         |              |                        |

## Rennverlauf und Ergebnisse
Das Zeitfahren der ersten Etappe gewann Primož Roglič (Jumbo-Visma) mit einem Vorsprung von fünf Sekunden auf Remco Evenepoel (Quick-Step Alpha Vinyl). Der Großteil der restlichen Gesamtklassementfahrer verlor zwischen 20 und 30 Sekunden. Enric Mas (Movistar Team), Julian Alaphilippe (Quick-Step Alpha Vinyl), Rigoberto Urán (EF Education-EasyPost) und Sergio Higuita (Bora-Hansgrohe) verloren in etwa 45 Sekunden. Michael Woods (Israel-Premier Tech) erreichte das Ziel mit einem Rückstand von über einer Minute.
Die zweite Etappe gewann der Weltmeister Julian Alaphilippe in einem Massensprint vor Pierre Latour (TotalEnergies) und Quinten Hermans (Intermarché-Wanty-Gobert Matériaux). Ibon Ruiz (Equipo Kern Pharma) wurde als letztes Mitglied der Ausreißergruppe erst auf dem letzten Kilometer eingeholt. Die dritte Etappe gewann Pello Bilbao (Bahrain Victorious) im Sprint aus einer kleinen Gruppe vor Julian Alaphilippe und Alexander Wlassow (Bora-Hansgrohe). Zuvor hatten Adam Yates und Daniel Felipe Martínez (beide Ineos Grenadiers) mehrmals am letzten Anstieg rund 24 Kilometer vor dem Ziel angegriffen. Auch die vierte Etappe endete in einem Sprint aus einer kleinen Gruppe, nachdem mit Victor Lafay (Cofidis), als letzter Ausreiser auf dem letzten Kilometer eingeholt worden war. Daniel Felipe Martínez gewann die Etappe vor Julian Alaphilippe und Diego Ulissi (UAE Team Emirates). Aufgrund der Bonussekunden verbesserte sich Daniel Felipe Martínez in der Gesamtwertung auf Platz drei mit einem Rückstand von 11 Sekunden auf den weiterhin Gesamtführenden Primož Roglič.
Die fünfte Etappe gewann Carlos Rodríguez (Ineos Grenadiers) nachdem er sich rund 15 Kilometer vor dem Ziel auf dem letzten kategorisierten Anstieg von seinem Fluchtkollegen Marc Soler (UAE Team Emirates) gelöst hatte. Platz zwei mit einem Rückstand von sieben Sekunden ging an seinen Teamkollegen Daniel Felipe Martínez, der sich mit sechs Fahrern von der Hauptgruppe lösen hatte können. Remco Evenepoel belegte Platz drei und übernahm das gelbe Trikot von Primož Roglič, der mit der Hauptgruppe und einem Rückstand von über einer Minute auf den Etappensieger das Ziel erreichte. Sein Teamkollege Jonas Vingegaard (Jumbo-Visma) konnte der Gruppe um Remco Evenepoel zwar folgen, kollidierte jedoch im Zielsprint mit Alexander Wlassow, da sein Hinterrad bei dem einsetzenden Regen auf der steilen Schlussrampe die Traktion verlor und durchdrehte. Beide kamen zu Sturz und verloren rund 20 Sekunden. In der Gesamtwertung führte Remco Evenepoel nun mit einem Vorsprung von zwei Sekunden auf Daniel Felipe Martínez. Dahinter lagen vier Fahrer mit einem Rückstand zwischen 20 und 30 Sekunden. Primož Roglič hatte vor der finalen Bergankunft einen Rückstand von einer Minute und fünf Sekunden.
Auf der sechsten und letzten Etappe kam es bereits auf dem Anstieg des Krabelin (578 m), rund 40 Kilometer vor dem Ziel, zu den ersten Angriffen. Enric Mas (Movistar Team), Ion Izagirre (Cofidis), Jonas Vingegaard, Alexander Wlassow, Marc Soler und Daniel Felipe Martínez lösten sich von den anderen Favoriten und dem gesamtführenden Remco Evenepoel. Bereits auf den ersten Metern der Abfahrt schloss Pello Bilbao zu der Spitzengruppe auf und erhöhte anschließend das Tempo. Dies führte dazu, dass Enric Mas zu Sturz kam und zurückfiel. Daniel Felipe Martínez konnte das Tempo in der Abfahrt nicht mitgehen und fiel in die Verfolgergruppe um Remco Evenepoel zurück. Die beiden konnten jedoch noch vor dem Schlussanstieg wieder zu der Spitzengruppe aufschließen. Beim zweiten Zwischensprint in Eibar konnte Remco Evenepoel eine Bonussekunde auf Daniel Felipe Martínez herausfahren, ehe er auf den ersten Kilometern des Schlussanstieges zurückfiel. Ion Izagirre stürzte im Schlussanstieg, kämpfte sich aber wieder zurück und gewann die Etappe vor Alexander Wlassow und Marc Soler. Den Gesamtsieg sicherte sich Daniel Felipe Martínez, der zeitgleich mit dem Etappensieger das Ziel erreichte. Remco Evenepoel verlor 24 Sekunden und fiel in der Gesamtwertung auf Platz vier zurück.
Etappe 1: Hondarribia – Hondarribia (7,5 km)
Die erste Etappe wurde als Zeitfahren mit dem Start und Ziel in Hondarribiko ausgetragen. Nach dem Start am Strand von Hondarribiko ging es eineinhalb Kilometer entlang der Küste zum Schloss San Telmo. Hier begann ein Anstieg der 3. Kategorie, der auf den ersten 500 Metern eine durchschnittliche Steigung von 9 % aufwies. Nach der Bergwertung bei Kilometer drei folgte eine Abfahrt, die die Fahrer zurück nach Hondarribia führte. Anschließend ging es über eine kleine Welle zum Santa Maria Tor, wo ein kurzer steiler Kopfsteinpflaster-Anstieg (200 Meter bei im Schnitt 9 %) in die Altstadt führte. Das Ziel befand sich nach dem Verlassen der engen Altstadt-Straßen auf der San Pedro Kalea. Da es sich bei der ersten Etappe um ein Einzelzeitfahren handelt, wurden im Ziel keine Bonussekunden vergeben.
| Platz | Fahrer            | Nation | Team                        | Zeit                   |
| ----- | ----------------- | ------ | --------------------------- | ---------------------- |
| 01.   | Primož Roglič     | SLO    | Jumbo-Visma                 | 0:09:58 h (45,98 km/h) |
| 02.   | Remco Evenepoel   | BEL    | Quick-Step Alpha Vinyl Team | + 0:05 min             |
| 03.   | Rémi Cavagna      | FRA    | Quick-Step Alpha Vinyl Team | + 0:16 min             |
| 04.   | Geraint Thomas    | GBR    | Ineos Grenadiers            | + 0:18 min             |
| 05.   | Adam Yates        | GBR    | Ineos Grenadiers            | "                      |
| 06.   | Alexander Wlassow | RUS    | Bora-Hansgrohe              | "                      |
| 07.   | Bruno Armirail    | FRA    | Groupama-FDJ                | + 0:20 min             |
| 08.   | Ion Izagirre      | ESP    | Cofidis                     | "                      |
| 09.   | Jonas Vingegaard  | DEN    | Jumbo-Visma                 | "                      |
| 10.   | Ben Tulett        | GBR    | Ineos Grenadiers            | + 0:21 min             |

| Platz | Fahrer            | Nation | Team                        | Zeit       |
| ----- | ----------------- | ------ | --------------------------- | ---------- |
| 01.   | Primož Roglič     | SLO    | Jumbo-Visma                 | 0:09:58 h  |
| 02.   | Remco Evenepoel   | BEL    | Quick-Step Alpha Vinyl Team | + 0:05 min |
| 03.   | Rémi Cavagna      | FRA    | Quick-Step Alpha Vinyl Team | + 0:16 min |
| 04.   | Geraint Thomas    | GBR    | Ineos Grenadiers            | + 0:18 min |
| 05.   | Adam Yates        | GBR    | Ineos Grenadiers            | "          |
| 06.   | Alexander Wlassow | RUS    | Bora-Hansgrohe              | "          |
| 07.   | Bruno Armirail    | FRA    | Groupama-FDJ                | + 0:20 min |
| 08.   | Ion Izagirre      | ESP    | Cofidis                     | "          |
| 09.   | Jonas Vingegaard  | DEN    | Jumbo-Visma                 | "          |
| 10.   | Ben Tulett        | GBR    | Ineos Grenadiers            | + 0:21 min |

Etappe 2: Leitza – Viana (207,9 km)
Die zweite Etappe startete in Leitza und führte Richtung Süden nach Viana. Unmittelbar nach dem Start führten die ersten 3,7 Kilometer bergauf nach Uitzi (808 m), einem Anstieg der 3. Kategorie. Nach einer kurzen Abfahrt folgte ein weiterer Anstieg, der jedoch nicht kategorisiert war. Anschließend folgten mit dem Puerto de Lizarraga (1031 m) und dem Aguilar Gaina (835 m) Bergwertungen der 2. bzw. 3. Kategorie. Dazwischen wurden Zwischensprints in Lodosa und nahe der Zielankunft in Viana ausgetragen. Der letzte Anstieg, der Aguilar Gaina, wurde 30 Kilometer vor dem Ziel überquert. Nach der anschließenden Abfahrt führte die Strecke über welliges Terrain von Torres del Rio nach Viana.
| Platz | Fahrer             | Nation | Team                               | Zeit                   |
| ----- | ------------------ | ------ | ---------------------------------- | ---------------------- |
| 01.   | Julian Alaphilippe | FRA    | Quick-Step Alpha Vinyl Team        | 5:04:35 h (40,89 km/h) |
| 02.   | Fabien Doubey      | FRA    | TotalEnergies                      | "                      |
| 03.   | Quinten Hermans    | BEL    | Intermarché-Wanty-Gobert Matériaux | "                      |
| 04.   | Hugo Houle         | CAN    | Israel-Premier Tech                | "                      |
| 05.   | Orluis Aular       | VEN    | Caja Rural-Seguros RGA             | "                      |
| 06.   | Gotzon Martín      | ESP    | Euskaltel-Euskadi                  | "                      |
| 07.   | Adam Yates         | GBR    | Ineos Grenadiers                   | "                      |
| 08.   | David Gaudu        | FRA    | Groupama-FDJ                       | "                      |
| 09.   | Remco Evenepoel    | BEL    | Quick-Step Alpha Vinyl Team        | "                      |
| 10.   | Maxim van Gils     | BEL    | Lotto Soudal                       | "                      |

| Platz | Fahrer            | Nation | Team                        | Zeit       |
| ----- | ----------------- | ------ | --------------------------- | ---------- |
| 01.   | Primož Roglič     | SLO    | Jumbo-Visma                 | 5:14:23 h  |
| 02.   | Remco Evenepoel   | BEL    | Quick-Step Alpha Vinyl Team | + 0:05 min |
| 03.   | Rémi Cavagna      | FRA    | Quick-Step Alpha Vinyl Team | + 0:16 min |
| 04.   | Geraint Thomas    | GBR    | Ineos Grenadiers            | + 0:18 min |
| 05.   | Adam Yates        | GBR    | Ineos Grenadiers            | "          |
| 06.   | Alexander Wlassow | RUS    | Bora-Hansgrohe              | "          |
| 07.   | Bruno Armirail    | FRA    | Groupama-FDJ                | + 0:20 min |
| 08.   | Ion Izagirre      | ESP    | Cofidis                     | "          |
| 09.   | Jonas Vingegaard  | DEN    | Jumbo-Visma                 | "          |
| 10.   | Ben Tulett        | GBR    | Ineos Grenadiers            | + 0:21 min |

Etappe 3: Laudio – Amurrio (181,7 km)
Die dritte Etappe startete in Laudio und endete in Amurrio. Nach dem Start führte die Strecke zunächst in Richtung Süden in den Parque Natural de Gorbeia. Dort wurde bei Kilometer 22,5 in Altube (638 m) eine Bergwertung der 3. Kategorie überquert. Anschließend führten die nächsten 40 Kilometer über das Hochplateau nahe Vitoria-Gasteiz, ehe die Fahrer über denselben Weg zurück nach Laudio gelangten, wo der erste Zwischensprint ausgefahren wurde. Danach erreichten die Fahrer einen rund 30 Kilometer langen Rundkurs, der zweimal absolviert wurde und auf dem sich jeweils zwei Bergwertungen befanden: der kurze aber steile Opellora (338 m), eine Bergwertung der 3. Kategorie und der längere Ozeka (518 m), eine Bergwertung der 2. Kategorie. Die letzte Bergwertung wurde 24 Kilometer vor dem Ziel passiert, ehe die Strecke über hügliges Terrain zum Ziel führte. Auf der ersten Runde wurde 53,3 Kilometer vor dem Ziel der zweite Zwischensprint in Arrespalditza ausgetragen.
| Platz | Fahrer             | Nation | Team                        | Zeit                   |
| ----- | ------------------ | ------ | --------------------------- | ---------------------- |
| 01.   | Pello Bilbao       | ESP    | Bahrain Victorious          | 4:35:24 h (39,58 km/h) |
| 02.   | Julian Alaphilippe | FRA    | Quick-Step Alpha Vinyl Team | "                      |
| 03.   | Alexander Wlassow  | RUS    | Bora-Hansgrohe              | "                      |
| 04.   | David Gaudu        | FRA    | Groupama-FDJ                | "                      |
| 05.   | Enric Mas          | ESP    | Movistar Team               | "                      |
| 06.   | Pierre Latour      | FRA    | TotalEnergies               | "                      |
| 07.   | Primož Roglič      | SLO    | Jumbo-Visma                 | "                      |
| 08.   | Ion Izagirre       | ESP    | Cofidis                     | "                      |
| 09.   | Jonas Vingegaard   | DEN    | Jumbo-Visma                 | "                      |
| 10.   | Rigoberto Urán     | COL    | EF Education-EasyPost       | "                      |

| Platz | Fahrer                 | Nation | Team                        | Zeit       |
| ----- | ---------------------- | ------ | --------------------------- | ---------- |
| 01.   | Primož Roglič          | SLO    | Jumbo-Visma                 | 9:49:47 h  |
| 02.   | Remco Evenepoel        | BEL    | Quick-Step Alpha Vinyl Team | + 0:05 min |
| 03.   | Alexander Wlassow      | RUS    | Bora-Hansgrohe              | + 0:14 min |
| 04.   | Adam Yates             | GBR    | Ineos Grenadiers            | + 0:18 min |
| 05.   | Pello Bilbao           | ESP    | Bahrain Victorious          | + 0:19 min |
| 06.   | Jonas Vingegaard       | DEN    | Jumbo-Visma                 | "          |
| 07.   | Ion Izagirre           | ESP    | Cofidis                     | + 0:20 min |
| 08.   | Daniel Felipe Martínez | COL    | Ineos Grenadiers            | + 0:21 min |
| 09.   | Pierre Latour          | FRA    | TotalEnergies               | + 0:22 min |
| 10.   | Julian Alaphilippe     | FRA    | Quick-Step Alpha Vinyl Team | + 0:28 min |

Etappe 4: Vitoria-Gasteiz – Ingeteam Parke Zamudio (185,6 km)
Die vierte Etappe startete in Vitoria-Gasteiz und endete beim Ingeteam Park in der Gemeinde Zamudio. Vom Start weg führte die Strecke auf einem Hochplateau Richtung Norden. Nach 40 Kilometern ging es vom Hochplateau hinab in das Umland von Bilbao. Mit dem Anstieg des Vivero (365 m) folgte eine Bergwertung der 3. Kategorie. Anschließend wurde an der Küste in Sopela ein Zwischensprint ausgetragen, ehe die Fahrer über den Jata (286 m) einen Anstieg der 3. Kategorie zurück ins Landesinnere fuhren. 38,4 Kilometer vor dem Ziel wurde mit dem Urruztimendi (309 m), der bei rund zwei Kilometer Länge eine durchschnittliche Steigung von 11 % aufwies, eine Bergwertung der 2. Kategorie abgenommen. Nach einem anschließenden Zwischensprint bei der Zieldurchfahrt in Zamudio, wurde der Vivero (365 m) ein zweites Mal überquert. Dieses Mal wies er jedoch im unteren Teil hohe Steigungsprozente auf und war mit der Kategorie 2 versehen. Nach der Überquerung rund 20 Kilometer vor dem Ziel folgte eine längere Abfahrt, ehe die letzten 10 Kilometer flach ins Ziel führten.
| Platz | Fahrer                 | Nation | Team                        | Zeit                   |
| ----- | ---------------------- | ------ | --------------------------- | ---------------------- |
| 01.   | Daniel Felipe Martínez | COL    | Ineos Grenadiers            | 4:15:23 h (43,60 km/h) |
| 02.   | Julian Alaphilippe     | FRA    | Quick-Step Alpha Vinyl Team | "                      |
| 03.   | Diego Ulissi           | ITA    | UAE Team Emirates           | "                      |
| 04.   | Primož Roglič          | SLO    | Jumbo-Visma                 | "                      |
| 05.   | Pello Bilbao           | ESP    | Bahrain Victorious          | "                      |
| 06.   | Orluis Aular           | VEN    | Caja Rural-Seguros RGA      | "                      |
| 07.   | Ruben Guerreiro        | POR    | EF Education-EasyPost       | "                      |
| 08.   | Rudy Molard            | FRA    | Groupama-FDJ                | "                      |
| 09.   | Alexander Wlassow      | RUS    | Bora-Hansgrohe              | "                      |
| 10.   | Gianluca Brambilla     | ITA    | Trek-Segafredo              | "                      |

| Platz | Fahrer                 | Nation | Team                        | Zeit       |
| ----- | ---------------------- | ------ | --------------------------- | ---------- |
| 01.   | Primož Roglič          | SLO    | Jumbo-Visma                 | 14:05:10 h |
| 02.   | Remco Evenepoel        | BEL    | Quick-Step Alpha Vinyl Team | + 0:05 min |
| 03.   | Daniel Felipe Martínez | COL    | Ineos Grenadiers            | + 0:11 min |
| 04.   | Alexander Wlassow      | RUS    | Bora-Hansgrohe              | + 0:14 min |
| 05.   | Adam Yates             | GBR    | Ineos Grenadiers            | + 0:18 min |
| 06.   | Pello Bilbao           | ESP    | Bahrain Victorious          | + 0:19 min |
| 07.   | Jonas Vingegaard       | DEN    | Jumbo-Visma                 | "          |
| 08.   | Ion Izagirre           | ESP    | Cofidis                     | + 0:20 min |
| 09.   | Julian Alaphilippe     | FRA    | Quick-Step Alpha Vinyl Team | + 0:22 min |
| 10.   | David Gaudu            | FRA    | Groupama-FDJ                | + 0:32 min |

Etappe 5: Ingeteam Parke Zamudio – Mallabia (163,8 km)
Die fünft Etappe startete beim Ingeteam Park in der Gemeinde Zamudio und führte über ein hügliges Profil nach Mallabia. Rund 27 Kilometer nach dem Start wurde mit dem Anstieg des Paresi (387 m) eine Bergwertung der 2. Kategorie überquert. Anschließend ging es entlang der Küste wo der 3.-Kategorie-Anstieg von Bedaroa (165 m) folgte. Danach ging es mit dem Gantzegaraigana (364 m) und dem Trabakua (402 m) über zwei Anstiege der 2. Kategorie in Richtung Eibar. Mit noch 50 zu fahrenden Kilometern wurde nahe dem Zielort von Mallabia ein Zwischensprint ausgetragen. Nach einem nicht kategorisierten Anstieg nach Garai und einem Zwischensprint in Abadiño folgte mit dem Alto de Karabieta (565 m), rund 13 Kilometer vor dem Ziel, eine letzte Bergwertung der 2. Kategorie. Nach der Abfahrt führten die letzten Kilometer ansteigend ins Ziel. Die letzten 500 Meter wiesen eine durchschnittliche Steigung von 12,8 % auf.
| Platz | Fahrer                 | Nation | Team                        | Zeit                   |
| ----- | ---------------------- | ------ | --------------------------- | ---------------------- |
| 01.   | Carlos Rodríguez       | ESP    | Ineos Grenadiers            | 4:07:09 h (39,76 km/h) |
| 02.   | Daniel Felipe Martínez | COL    | Ineos Grenadiers            | + 0:07 min             |
| 03.   | Remco Evenepoel        | BEL    | Quick-Step Alpha Vinyl Team | + 0:09 min             |
| 04.   | Ion Izagirre           | ESP    | Cofidis                     | + 0:11 min             |
| 05.   | Enric Mas              | ESP    | Movistar Team               | "                      |
| 06.   | Pello Bilbao           | ESP    | Bahrain Victorious          | "                      |
| 07.   | Alexander Wlassow      | RUS    | Bora-Hansgrohe              | + 0:18 min             |
| 08.   | Jonas Vingegaard       | DEN    | Jumbo-Visma                 | + 0:20 min             |
| 09.   | Marc Soler             | ESP    | UAE Team Emirates           | + 0:38 min             |
| 10.   | Fernando Barceló       | ESP    | Caja Rural-Seguros RGA      | + 1:07 min             |

| Platz | Fahrer                 | Nation | Team                        | Zeit       |
| ----- | ---------------------- | ------ | --------------------------- | ---------- |
| 01.   | Remco Evenepoel        | BEL    | Quick-Step Alpha Vinyl Team | 18:12:29 h |
| 02.   | Daniel Felipe Martínez | COL    | Ineos Grenadiers            | + 0:02 min |
| 03.   | Pello Bilbao           | ESP    | Bahrain Victorious          | + 0:20 min |
| 04.   | Ion Izagirre           | ESP    | Cofidis                     | + 0:21 min |
| 05.   | Alexander Wlassow      | RUS    | Bora-Hansgrohe              | + 0:22 min |
| 06.   | Jonas Vingegaard       | DEN    | Jumbo-Visma                 | + 0:29 min |
| 07.   | Enric Mas              | ESP    | Movistar Team               | + 0:37 min |
| 08.   | Primož Roglič          | SLO    | Jumbo-Visma                 | + 1:05 min |
| 09.   | Adam Yates             | GBR    | Ineos Grenadiers            | + 1:15 min |
| 10.   | Marc Soler             | ESP    | UAE Team Emirates           | + 1:30 min |

Etappe 6: Eibar – Arrate (135,7 km)
Die sechste und letzte Etappe startete in Eibar und endete mit einer Bergankunft auf dem Arrate (535 m). Die Etappe wurde in mehreren Schleifen um Eibar ausgetragen. Insgesamt standen sieben Bergwertungen und zwei Zwischensprintwertungen auf dem Programm. Von Eibar aus ging es entlang der Deba in Richtung Küste, ehe die Fahrer nach Westen und anschließend zurück nach Süden fuhren. In diesem Abschnitt wurden mit dem Elkorrieta (188 m), Endoia (406 m) und Alto de Azurki (674 m) jeweils eine Bergwertung der 3., 2. und 1. Kategorie überquert. Mit dem Elosua-Gorla (684 m) stand zur Hälfte der Etappe ein weiterer Anstieg der 2. Kategorie auf dem Programm. Anschließend ging es zurück in Richtung Eibar. Nach einem Zwischensprint in Soraluze erfolgte der anspruchsvollste Anstieg. Mit einer durchschnittlichen Steigung von 10,5 % führte der Krabelin (578 m) von südlicher Richtung auf den Arrate und war mit einer Bergwertung der 1. Kategorie verzeichnet. Nach der Abfahrt folgte mit dem Urkaregi (344 m) eine weitere Bergwertung der 3. Kategorie. Kurz vor dem letzten Anstieg auf den Arrate wurde in Eibar der zweite Zwischensprint ausgetragen. Der Schlussanstieg war ein Anstieg der 1. Kategorie und wies über die Distanz von 4,5 Kilometer eine Steigung von im Schnitt 8,8 % auf.
| Platz | Fahrer                 | Nation | Team                        | Zeit                   |
| ----- | ---------------------- | ------ | --------------------------- | ---------------------- |
| 01.   | Ion Izagirre           | ESP    | Cofidis                     | 3:47:07 h (35,84 km/h) |
| 02.   | Alexander Wlassow      | RUS    | Bora-Hansgrohe              | "                      |
| 03.   | Marc Soler             | ESP    | UAE Team Emirates           | "                      |
| 04.   | Daniel Felipe Martínez | COL    | Ineos Grenadiers            | "                      |
| 05.   | Jonas Vingegaard       | DEN    | Jumbo-Visma                 | + 0:03 min             |
| 06.   | Pello Bilbao           | ESP    | Bahrain Victorious          | + 0:13 min             |
| 07.   | Remco Evenepoel        | BEL    | Quick-Step Alpha Vinyl Team | + 0:24 min             |
| 08.   | Juan Pedro López       | ESP    | Trek-Segafredo              | + 0:52 min             |
| 09.   | Davide Formolo         | ITA    | UAE Team Emirates           | + 1:29 min             |
| 10.   | Felix Gall             | AUT    | AG2R Citroën Team           | + 1:41 min             |

| Platz | Fahrer                 | Nation | Team                        | Zeit       |
| ----- | ---------------------- | ------ | --------------------------- | ---------- |
| 01.   | Daniel Felipe Martínez | COL    | Ineos Grenadiers            | 21:59:36 h |
| 02.   | Ion Izagirre           | ESP    | Cofidis                     | + 0:11 min |
| 03.   | Alexander Wlassow      | RUS    | Bora-Hansgrohe              | + 0:16 min |
| 04.   | Remco Evenepoel        | BEL    | Quick-Step Alpha Vinyl Team | + 0:21 min |
| 05.   | Pello Bilbao           | ESP    | Bahrain Victorious          | + 0:32 min |
| 06.   | Jonas Vingegaard       | DEN    | Jumbo-Visma                 | "          |
| 07.   | Marc Soler             | ESP    | UAE Team Emirates           | + 1:26 min |
| 08.   | Primož Roglič          | SLO    | Jumbo-Visma                 | + 3:18 min |
| 09.   | Enric Mas              | ESP    | Movistar Team               | + 3:55 min |
| 10.   | Rigoberto Urán         | COL    | EF Education-EasyPost       | + 5:03 min |

## Wertungen im Verlauf
| Etappe         | Etappensieger          | Gesamtwertung          | Sprintwertung          | Bergwertung        | Nachwuchswertung | Teamwertung                 | aktivster Fahrer   |
| -------------- | ---------------------- | ---------------------- | ---------------------- | ------------------ | ---------------- | --------------------------- | ------------------ |
| 1              | Primož Roglič          | Primož Roglič          | Primož Roglič          | Remco Evenepoel    | Remco Evenepoel  | Quick-Step Alpha Vinyl Team | nicht vergeben     |
| 2              | Julian Alaphilippe     | Primož Roglič          | Primož Roglič          | Ibon Ruiz          | Remco Evenepoel  | Quick-Step Alpha Vinyl Team | Ibon Ruiz          |
| 3              | Pello Bilbao           | Primož Roglič          | Julian Alaphilippe     | Cristian Rodríguez | Remco Evenepoel  | Jumbo-Visma                 | Cristian Rodríguez |
| 4              | Daniel Felipe Martínez | Primož Roglič          | Julian Alaphilippe     | Cristian Rodríguez | Remco Evenepoel  | Ineos Grenadiers            | Victor Lafay       |
| 5              | Carlos Rodríguez       | Remco Evenepoel        | Julian Alaphilippe     | Cristian Rodríguez | Remco Evenepoel  | Ineos Grenadiers            | Marc Soler         |
| 6              | Ion Izagirre           | Daniel Felipe Martínez | Daniel Felipe Martínez | Cristian Rodríguez | Remco Evenepoel  | Ineos Grenadiers            | Ion Izagirre       |
| Wertungssieger | Wertungssieger         | Daniel Felipe Martínez | Daniel Felipe Martínez | Cristian Rodríguez | Remco Evenepoel  | Ineos Grenadiers            |                    |